# سلطان السعود
سلطان السعود ، من مواليد 1986 في السعودية، لاعب كرة قدم سعودي. لعب سابقاً مع نادي الهلال السعودي منذ عام 2003.
- بدء في نادي الهلال منذ عام 1996م - 2010م.
- انضم لمنتخبات المملكة العربية السعودية لفئات (الناشئين والشباب والأولمبي).
- تدرج في فئات الهلال السنية وحمل شارة القيادة لفئة الناشئين، الشباب، الأولمبي.
- حقق لقب هداف دوري الناشئين 2001
- حقق لقب الدوري لدرجة الشباب 2003
- حقق لقب الدوري مع الهلال 2008
- حقق كأس ولي العهد عام 2008
- حقق لقب كأس الأمير فيصل بن فهد عام 2006
تدرب على يد العديد من المدربين أمثال (جان ماري كونز - أولاريو كوزمين - سيريزو - بيسيرو - باكيتا - فيلهو - ايريك جيريتس).
- أصيب سلطان السعود في نهاية عام 2009 في الرجل اليسرى بالقطع بالرباط الصليبي وقد أجرى عملية ناجحة في فرنسا (باريس).
- شارك في عهد المدرب الهولندي أديموس في رئاسة الأمير عبد الله بن مساعد للنادي وهو في سن الـ 15 سنه مع الفريق الأول بطلب من المدرب
الهولندي.